# Tapezierer

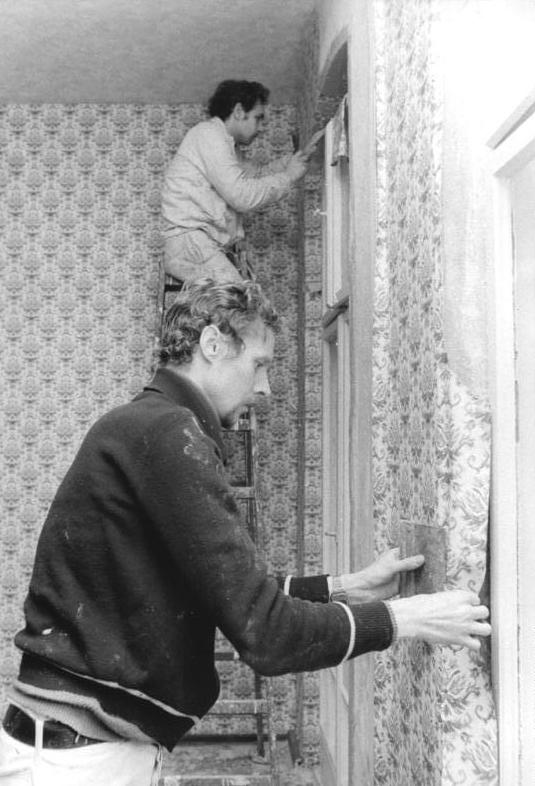
Tapezierer bei der Arbeit (1984)

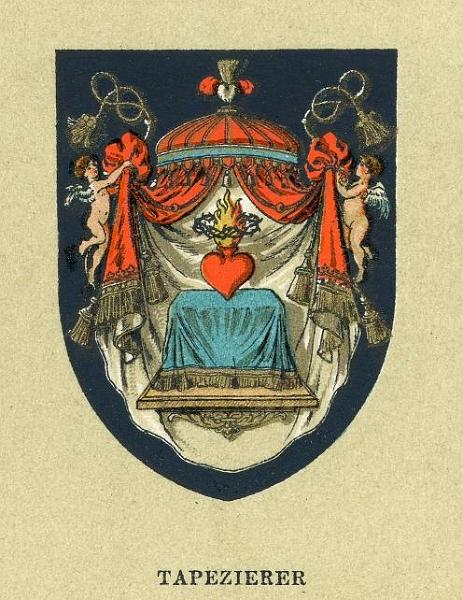
Tapezierer Gewerbewappen, Wien (um 1900)

Tapezierer (von französisch tapissier) ist die Berufsbezeichnung für einen Handwerker, der, unter anderem, für die Verkleidung von Wänden mit Tapeten verantwortlich ist.
In Deutschland erfordert die Ausübung dieser Tätigkeit üblicherweise eine Ausbildung im Raumausstatterhandwerk oder im Maler- und Lackierergewerbe.
In Österreich schreibt die Ausbildungsverordnung des Wirtschaftsministeriums für den Lehrberuf „Tapezierer/in und Dekorateur/in“ eine dreijährige duale Ausbildung vor. Das Gewerbe ist, anders als in Deutschland, reglementiert. Das bedeutete für die Ausübung des Berufs benötigt es eine entsprechende Ausbildung und für das Führen eines Tapeziererbetriebs eine Meisterprüfung.
Das Betätigungsfeld des Tapezierers ist seit dem Beginn des Berufs sehr weitreichend und umfasst unter anderem Anbringung von Wand- und Deckenverkleidungen, nahezu alle Aufgaben der Drapierung, Ausstaffierung und Dekoration von Zimmern, Sälen und sonstigen Räumlichkeiten, einschließlich der Anfertigung von Fenster- und Bettvorhängen, Paravents, Kaminschirmen, Baldachinen und Betthimmeln, Polstern, Matratzen und dergleichen mehr. Das Metier entsprach in etwa dem des heutigen Raumausstatters (siehe dort). Das Amt des Hoftapezierers war an Königs- und Fürstenhäusern eine käufliche charge.

## Tapezierer/in und Dekorateur/in – Österreich
Seit 1998 ist in Österreich der offizielle Namen des Berufs – „Tapezierer/In und Dekorateur/In“. Bis vor einigen Jahren noch „Tapezierer und Bettwarenerzeuger“ genannt, reflektierte die Namensänderung die Änderung im Berufsbild, da die Herstellung von Bettwaren (hierbei auch, und vor allem, Rosshaarmatratzen), zunehmend an Bedeutung verlor. Zum Vergleich: in 1952 wurden noch die folgenden Gewerbe (und Gewerke) separat geführt: „Tapezierer und Bettwarenerzeuger“, „Fahrzeugtapezierer“, „Dekorateure“, „Selbstroller- und Jalousienerzeuger“.

### Berufsprofil
In Österreich ist laut Bundesgesetzblatt das Berufsprofil der „Tapezierer/in und Dekorateur/in“ wie folgt definiert:
1. Ausmessen von Räumen und Ermitteln des Materialbedarfes,
2. Beurteilen, Überprüfen der Beschaffenheit von Böden, Decken und Wänden sowie Vorbereiten der Untergründe z. B. durch Säubern, Bürsten, Schleifen, Absaugen, Ausbessern von Fehlstellen, Vorstreichen,
3. Gestalten und Anfertigen von Vorhängen und Dekorationen sowie Montieren von Karniesen- und Vorhangsystemen,
4. Anbringen von Wand- und Deckenbeschichtungsstoffen wie Tapeten, Wandbelägen, Wandbespannungs- und Wandbeschichtungsstoffen durch Spalieren, Verlegen, Verkleben, Ver- und Bespannen,
5. Verlegen von Bodenbelägen, insbesondere Teppichböden, Spannteppiche, elastische Bodenbeläge sowie Parkett- und Laminatböden,
6. Anfertigen und Montieren von Licht-, Sicht- und Sonnenschutzanlagen wie z. B. durch Bespannen von Sonnenschutzanlagen,
7. Aufbauen von klassischen und modernen Polstermöbeln sowie Reparieren von Polstermöbeln,
8. Ausführen von Arbeiten unter Berücksichtigung der einschlägigen Sicherheits- und Umweltschutzvorschriften sowie von Normen und Qualitätsstandards.

### Zusätzliche Befähigungen
Laut § 150 GewO 1994 „Rechte einzelner reglementierter Gewerbe“ gelten die folgenden zusätzlichen Befähigungen für Tapezierer/innen und Dekorateur/innen:

„(20) Tapezierer und Dekorateure (§ 94 Z 68) sind auch zum Zimmermalen und zum Verlegen von Belägen am Boden mit Ausnahme von Kunststein-, Naturstein-, Steingut- und keramischen Belägen berechtigt. Tapezierer und Dekorateure sind auch berechtigt, Parkettböden zu verlegen“

### Tapezierer als reglementiertes Gewerbe
In Österreich, anders als in Deutschland, ist das Gewerbe Tapezierer/in und Dekorateur/in laut § 94 der Gewerbeordnung 1994 ein reglementiertes Gewerbe und benötigt daher für die Führung eines selbstständigen Gewerbebetriebes eine einschlägige Meisterprüfung.

### Gesetzliche Berufsvertretung
Die Österreichische Bundesinnung der der Maler und Tapezierer ist die gesetzliche Interessenvertretung der selbständig ausübenden Gewerbebetriebe Österreichs. Sie ist im Rahmen der Wirtschaftskammer Österreich eine selbständige Fachorganisation mit eigenem Wirkungsbereich und vertritt die Mitglieder aus der Branche Maler und Tapezierer.

## Geschichte der Wiener Tapezierer
Generell ist die Geschichte der Tapezierer auch mit der historischen Entwicklung von Materialien und Techniken verbunden.
- 1625 – die erste urkundliche Erwähnung der Tapezierer in Wien unter der Bezeichnung „Deckenmacher“.
- 1627 – Ferdinand II bestätigt das Tapeziererhandwerk.
- 1696 – Leopold I erteilt Schutzpatent für die bürgerlichen Tapezierer.
- 1698 – im Ständebuch von Christoph Weigel wird das Tapeziererhandwerk den Taschnern zugeordnet, da diese „Es überziehen die Taschner nicht nur allerley Sessel und Stühle mit Leder / Tuch / Sammet / Goldgesticktem Brocard / sondern beschlagen sie auch mit messingen / silbern / und verguldeten Nägeln / auch kostbaren Borten und Franzen. Sie tapezieren auch je zuweilen in Ermangelung der ordentlichen Tapezierer / Grosser Herren Audienzsäle und andere prächtige Zimmer / mit allerley verguldetem Leder und sehr kunst/reich/gewirkten hochschätzbaren Tapeten“
- 1725 – Tapezierermeister Sigismund Johann Hipp, gründet die Meisterlade der Tapezierer und legt das erste „Maisterbuch deren pürgerlichen Tapezieren“ an
- 1738 – Tapeziererstatuten werden erlassen und der Innung das „Groses Insigel der pürgerlichen Tappeziren“ verliehen. Damit findet, höchstwahrscheinlich, eine strenge Abgrenzung des Handwerks statt
- 1773 – . 28. August. Maria Theresia erlässt eine neue Handwerksordnung der Tapezierer, die die Organisation der Innung, sowie die Meisterstücke festlegt. Verlangt wurden als Meisterstücke: 1 Caprioloetsessel mit Armlehnen, 1 rundes Canapé, 1 Schirm (Paravant) von Papier auf Leinwand, und 1 Pavillonbett nach französischer Art. Lehrzeit dauert zwischen 4 und 5 Jahren.[9]

## Nationalsozialismus – Arisierte Wiener Tapezierer
Die folgenden Tapezierer des 3. Wiener Gemeindebezirks wurden unter der Herrschaft der Nationalsozialisten arisiert:
| Titel | Vorname   | Name        | Wohnadresse                 | Letzte Adresse          | Beruf             | Geburtsdatum      | Schicksal                                                                                              | Anmerkung | Stein d. Ged. seit | Aktenzahl | Quelle                 | Z-Nr.(*) | Erläuterung                   |
| ----- | --------- | ----------- | --------------------------- | ----------------------- | ----------------- | ----------------- | --- | --- | ------------------ | --------- | ---------------------- | -------- | ----------------------------- |
|       | Heinrich  | Bauer       | Custozzagasse 10            | 2, Zirkusgasse 21/11    | Tapezierer        | 17. Januar 1885   | 15. Oktober 1941 Lodz, gest. 26. Januar 1942                                                           | Im Restaurant S. Litmann fand 1931 eine Tagung der „Vereinigung werktätiger Juden“, Bezirksorganisation III/XI statt, für die Adolf Flaster, wohnhaft Rennweg 77 und Heinrich Bauer, wohnhaft Löwengasse 26 verantwortlich waren // Geschäft: Löweng.26 und 32 |                    |           | DÖW (Exenberger), Hann |          |                               |
|       | Josef     | Eckstein    | Kölblgasse 6                | 2, Hollandstraße 14     | Tapezierer        | 15. Dezember 1883 | 11. Januar 1942 Riga                                                                                   | Geschäft Kölblg.6 arisiert |                    |           | DÖW                    | z8665    | Firmenarisierung Info des DÖW |
|       | Jacques   | Falticzek   | Neulinggasse 16             |                         | Tapezierer        | unbekannt         | Flucht, Schicksal unbekannt                                                                            | Geschäft 2, Harkortstr.9 arisiert |                    |           | DÖW                    |          |                               |
|       | Friedrich | Friedmann   | Lissagasse 3                |                         | Tapezierermeister | 26. März 1885     | Flucht, Schicksal unbekannt                                                                            | |                    |           | Seeböck, IKW           |          |                               |
|       | Franz     | Glaser      | Apostelgasse 25–27          | 2, Floßgasse 2/6        | Tapezierer        | 5. Juni 1883      | 23. November 1941 Kowno, gest. 29. November 1941                                                       | |                    |           | Mus, IKG               |          |                               |
|       | David     | Grünspan    | Dietrichgasse 59–63/Stg 19  |                         | Tapezierermeister | unbekannt         | gest. 12. 4. 1938                                                                                      | Kündigungsgrund Nichtarier |                    |           | IKG, Kment             |          |                               |
|       | Moritz    | Hirschler   | Kolonitzgasse 2a            | 2, Schiffamtsgasse 17/4 | Tapezierer        | 6. Juni 1883      | 6. Februar 1942 Riga                                                                                   | |                    |           | J, DÖW, IKG            |          |                               |
|       | Oskar     | Kalman      | Esteplatz 7                 |                         | Tapezierer        | 11. August 1889   | Flucht, Schicksal unbekannt S-Afrika                                                                   | | 2018               |           | J, Curtin, IKG         |          |                               |
|       | Paul      | Mayer       | Landstraßer Hauptstraße 70  | 2, Herminengasse 19     | Tapezierer        | 13. Februar 1891  | 20. Mai 1942 Maly Trostinec/Minsk, ermordet 26. Mai 1942                                               | |                    |           | J, DÖW                 |          |                               |
|       | Elia      | Mohl        | Baumgasse 37–41/Stg 24      | 2, Novaragasse 40       | Tapezierer        | 13. November 1876 | 26. Februar 1941 Opole                                                                                 | |                    |           | IKG                    |          |                               |
|       | Leo       | Oser        | Dapontegasse 5              |                         | Tapezierer        | unbekannt         | Flucht Australien                                                                                      | Tapezierergesch. Daponteg.5 arisiert |                    |           | W, DÖW                 | z8665    | Firmenarisierung Info des DÖW |
|       | Samuel    | Spassmacher | Obere Weißgerberlände 10–12 |                         | Tapezierer        | unbekannt         | 2. Oktober 1939 KZ Buchenwald, ermordet 5. Januar 1940                                                 | |                    |           | J,IKG,DÖW, Hann        |          |                               |
|       | Emanuel   | Spielmann   | Rudolf-von-Alt-Platz 6      | 1, Biberstraße 14/7     | Tapezierer        | 30. Juni 1882     | 10. Februar 1942 – 8. Oktober 1942 Arbeitslager Sandhof – 9. Oktober 1942 KZ Theresienstadt (überlebt) | |                    |           | DÖW                    |          |                               |
|       | Jean      | Teltsch     | Göschlgasse 7/29            | 1, Passauerplatz 6      | Tapezierermeister | 25. Dezember 1881 | 26. Januar 1942 Riga                                                                                   | |                    |           | IKG                    |          |                               |
|       | Gerson    | Weihs       | Kollergasse 6               | 2, Novaragasse 46       | Tapezierer        | 6. November 1878  | 26. Januar 1942 Riga                                                                                   | |                    |           | J, IKG, Hann           |          |                               |